# Олид, Кристобаль де
Кристобаль де Олид (исп. Cristóbal de Olid; 1487, Линарес, Андалусия — 1524) — испанский конкистадор, офицер отряда Кортеса, исследователь и один из покорителей Центральной Америки.

## Личная жизнь
Кристобаль де Олид родился в 1488 году на юге Испании, в Андалусии. Он происходил из благородного наваррского рода, имевшего фамильный герб: серебряный полумесяц и золотую звезду на голубом поле; однако о его семье, а также о детских годах и юности, отсутствует какая-либо информация. Существует версия, что он был сегундом, то есть младшим сыном идальго, лишённым наследства, и именно по этой причине он отправился за океан. В 1521 году женился на португалке донье Фелипе де Арауз, которая прибыла из Испании в Новый Свет.
Современники, лично знавшие Олида, отмечают его незаурядную силу и храбрость; Берналь даже сравнил его с троянским Гектором, но при этом заявлял, что командование ему было не по зубам. «Будь он в той же мере мудр и благоразумен, сколь могуч, храбр и искусен как в пешем, так и в конном бою, он стал бы выдающимся мужем, — пишет Берналь, — однако не повелевать, но служить он судьбою был зван. Наружностью же был он статен и ладен, широкоплеч и узок в бёдрах, волосом светел и ликом пригож, а ямочка на подбородке придавала его лицу приятное выражение. Голоса от природы низкого и грубоватого, вместе с тем собеседовал он с лёгкостью и изяществом речи, дополняемыми искренностью выражения и прочими достоинствами».

## Переезд в Америку
В 1518 году Олид прибыл на Кубу, где ему удалось получить протекцию губернатора острова Диего де Веласкеса. Губернатор поручил Олиду отправиться на поиски экспедиции Хуана де Грихальвы, от которого давно не было никакой информации. Однако Олид не справился с поставленной задачей, так как из-за шторма в районе Юкатана, экспедиция очень быстро прекратила поиски и была вынуждена вернуться обратно на Кубу, что очень не понравилось губернатору.

## Капитан Кортеса

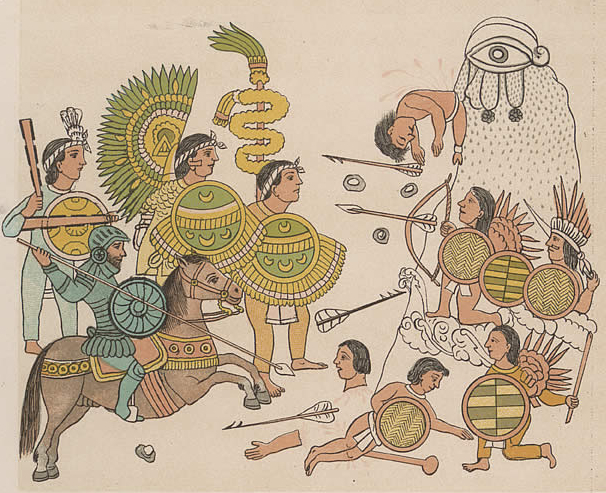
Конкистадор Кристобаль де Олид завоёвывает Халиско (из иллюстрированного кодекса «Lienzo de Tlaxcala»). 1522 г.

В экспедицию Кортеса Олид отправился в ранге командующего одной из одиннадцати капитаний испанского войска, а на пути в Мексику под его началом находился один из кораблей. Когда в Веракрусе произошел конфликт со сторонниками Веласкеса, Олид принял сторону Кортеса, поклялся быть тому верным до самой смерти и был назначен маэстре ла кампо — то есть на третью по рангу командирскую должность после генерал-капитана и его заместителя.
Впервые Олид был отмечен в битве с тлашкальтеками, когда, получив ранение и потеряв коня, остался в строю и продолжил сражаться дальше.
Олид принимал участие в сражении против сил Нарваэса. В ночь с 30 июня на 1 июля 1520 года, известную как «Ночь печали» Олид находился в центре отступавшей колонны и спасся вместе с большей частью своих солдат. Участвовал в битве при Отумбе, где прорвал вражеский строй во главе своей капитании.

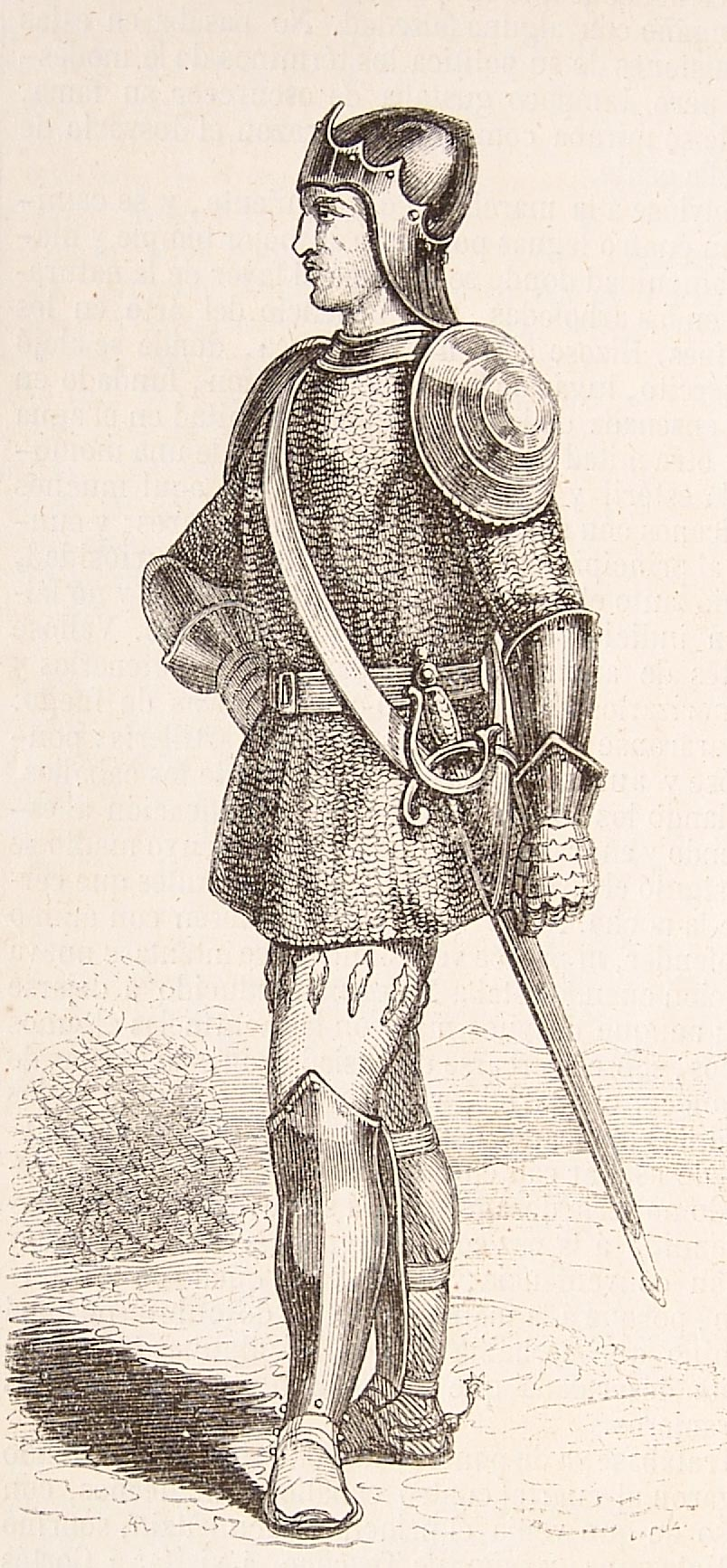
Кристобаль де Олид на гравюре середины XIX в.

Когда Кортес направил его с отрядом в две сотни солдат захватить город Иштапалапан на побережье озера Тескоко, ацтеки разрушили плотину и тогда Олид лишь чудом не утонул.
В 1521 году во время осады Теночтитлана, Кортес был обязан спасению своей жизни Олиду, так как тот со своим отрядом спасли его, когда Кортес попал в западню. В июле 1522 года после падения Теночтитлана Кортес отправил Олида в экспедицию на покорение Мичоакана, куда Олид отправился во главе семидесяти всадников и двухсот пехотинцев.
Эта экспедиция завершилась успешно. В канун Рождества Олид отправил в Кортесу в Мехико тридцать сундуков серебром и двадцать золотом, представив это как «дар» тарасков испанскому королю.
После убийства одного из капитанов — Альвареса Чико в селении Колима, Олид получил от Кортеса приказ отправиться туда и подавить восстание. Однако этот приказ остался невыполненными, так как когда в конце ноября Олид прибыл в Колиму, его отряд был внезапно атакован местными жителями. Не справившись с подавлением мятежа, Олид был вынужден отступить, потеряв при этом большую часть своего отряда и вернуться обратно в Мехико к Кортесу.

## Предательство Кортеса
Разузнав, что страны Гондурас и Игуэрас, изобилуют золотом и серебром, Кортес пожелал включить эти территории в состав Новой Испании, что и послужило причиной экспедиций Альварадо и Олида. Приняв решение захватить Гондурас с моря, он избрал для этой цели одного из своих офицеров. Руководителем экспедиции был назначен храбрый и опытный военачальник Кристобаль де Олид, которому Кортес вполне доверял, так как де Олид своим возвышением был обязан Кортесу, кроме того, его семья и владения находились поблизости от Мехико. Экспедиция была неплохо экипирована и обошлась Кортесу в 35 926 песо и восемь реалов.
Для экспедиции Кристобалю де Олиду было дано 5 кораблей и 1 бригантина при 370 участниках, из которых около сотни были арбалетчики, аркебузиры, и 22 всадника. Среди отправляемых было пять старых, испытанных конкистадоров, однако, среди участников экспедиции было много противников Кортеса, недовольных, по их мнению, разделом добычи и индейцев. Олид, получил от Кортеса подробные инструкции; их суть сводилась к следующим пунктам. По пути он должен зайти в Гавану и принять на борт провизию и лошадей, затем проследовать к побережью Гондураса и, «ни в чём не притесняя индейцев», заложить там поселение. Далее ему предписывалось: искать золото и серебро; искать морской пролив; с помощью двух приданных ему священослужителей наставлять индейцев в истинной вере; разрушать языческие капища и пресекать человеческие жертвоприношения; повсюду воздвигать кресты; посылать Кортесу реляции о ходе дел. Дав клятву верности Кортесу, Олид отправился в экспедицию 11 января 1524 года.
Первая часть плана была проведена успешно. На Кубе к Кристобалю де Олиду присоединились пятеро видных солдат, изгнанных за какие-то столкновения с комендантом. Они и подали де Олиду мысль, отложиться от Кортеса. Немало способствовали этому и другие, особенно, губернатор Кубы Диего Веласкес де Куэльяр, давний враг Кортеса. Он отправился к Кристобалю де Олиду и договорился с ним совместно, во имя короля, завоевать и управлять Гондурасом и Игуэрасом. По их договорённости — военное командование оставалось за Олидом, гражданское управление — за Диего Веласкесом. Кроме того, они договорились участвовать в предприятии на паях, действуя от имени его королевского величества. Дополнительно Веласкес ввел в состав экспедиции немало своих сторонников.
Третьего мая 1524 года флотилия Олида встала на якорь у гондурасского побережья в том месте, где сейчас расположен город Пуэрто-Кортес. Здесь в тот же день Олид торжественно заложил поселение и назвал его Триумфо-де-ла-Крус (Триумф Креста). Не обнаружив золота на побережье, Олид во главе ста шестидесяти пеших и конных воинов предпринял экспедицию в глубь материка. Продвинувшись в глубь материка около сорока лиг, он заключил союз с местными индейскими касиками, привел их к подчинению испанской короне и добровольно обратил в христианство. В октябре 1524 года Кортес получил сообщение с Кубы о том, что Олида перешел на сторону Веласкеса. Сначала Кортес послал на поимку Олида карательную экспедицию во главе с Франсиско де Лас Касасом, своим двоюродным братом. Кортес приказал кузену блокировать Олида с моря, перехватывать все суда, идущие из Гондураса, казнить Олида на месте или в цепях доставить в Мехико. На его поимку снарядили два корабля с артиллерией и полторы сотни солдат, но у Олида было вдвое больше людей. На подходе к Триумфо-де-ла-Крус Лас Касас пригласил Олида на переговоры и предложил сдаться, в ответ на это корабли Олида пошли в атаку. Через несколько дней ночью корабли Олида были снова атакованы. В результате атаки, бригантина Олида затонула вместе с экипажем, а две каравеллы были захвачены в короткой абордажной схватке. Олида потерял выход из гавани и возможность связи с Кубой. В ожидании подкрепления союзников и чтобы оттянуть время, Олид снова приступил к переговорам с Касасом. В результате которых Касас решис произвести высадку, однако перед высадкой разразился шторм и уничтожил его корабли. Касас со своими людьми попал в плен к Олиду. Через некоторое время Олид направился в глубь страны, решив основать прочную базу для дальнейшего покорения Гондураса, где по пути случайно обнаружил и захватил в плен Гонсалеса де Авила. Продвигаясь на запад, войско Олида пересекло реки Улуа и Чамелекон и вошло в долину Нако, защищенную со всех сторон горами. Здесь Олид решил основать «столицу» своих владений — город Нако. Лас Касас и Гонсалес де Авила, хотя формально находились на положении пленников, пользовались полной свободой и могли сколько угодно общаться наедине и с солдатами. Лас Касас и Гонсалес сполна воспользовались преимуществами своего положения, составили заговор, вошли в контакт со сторонниками Кортеса и заручились их поддержкой. Два узника Олида объединились в борьбе с их общим врагом и сумели одолеть мятежника. Во время одного из ужинов в доме Олида, где кроме Лас Касаса и Гонсалеса де Авилы, присутствовало несколько десятков человек, заговорщики напали на него и попытались убить, однако раненому Олиду удалось убежать. Его сторонников заключили под стражу, после чего объявили общий сбор войска и заставили всех присягнуть на верность королю и Кортесу. При этом объявили, что всякий, кто знает, где укрывается Олид, и не донесет об этом, будет казнен. Беглец был найден в тот же вечер, был предан суду, который длился 20 минут, и приговорен к смерти. Когда Кортес покидал Мехико, Олид уже был обезглавлен на главной площади города Нако.
Кристобаль де Олид за свою короткую жизнь не совершил каких-то великих открытий или значительных завоеваний, и даже населенные пункты, которые он основал, исчезли с лица земли. Основная причина, по которой он остался в истории Нового Света — это предательство Кортеса.
Кроме того, необходимо отметить, что Олид был единственным из знаменитых конкистадоров, кто занимая пост генерал-капитана, не устроил ни одной массовой казни коренного населения.

## В культуре
В сериале «Эрнан» (2019) Олида сыграл Виктор Клавихо.